# Regierungsbezirk Kleve
Der Regierungsbezirk Kleve (zeitgenössische Schreibweise: Cleve) war ein preußischer Regierungsbezirk in der Provinz Jülich-Kleve-Berg. Der Verwaltungssitz war in der Stadt Kleve.

## Geschichte
Aufgrund der Beschlüsse des Wiener Kongresses (1815) sind umfangreiche Gebiete im Rheinland dem Königreich Preußen zugesprochen worden. Mit zwei in Wien ausgestellten Besitzergreifungspatenten vom 5. April 1815, bekannt gemacht am 15. bzw. am 19. April 1815, übernahm König Friedrich Wilhelm III. diese Gebiete. Am 30. April 1815 wurde die „Verordnung wegen verbesserter Einrichtung der Provinzial-Behörden“ erlassen, wonach der preußische Staat in 10 Provinzen zu insgesamt 25 Regierungsbezirken eingeteilt werden sollte. In der Folge wurden noch Regierungen in Stralsund, Aachen und Trier angeordnet, so dass im Jahr 1816 zunächst 28 Bezirke bestanden, deren einer der Regierungsbezirk Cleve in der Provinz Jülich-Kleve-Berg war.
Mit Wirkung vom 1. Januar 1822, wurde der Regierungsbezirk Cleve nach kaum sechs Jahren aufgelöst und dem Regierungsbezirk Düsseldorf zugeschlagen, der einzige Regierungspräsident Friedrich August von Erdmannsdorff in gleicher Eigenschaft nach Liegnitz versetzt.
Trotz der Auflösung der zivilen Verwaltungsstellen 1822 blieb das Gebiet des Regierungsbezirks dem VII. Armee-Korps in Münster zugeordnet und nicht wie das übrige Rheinland dem VIII. Armee-Korps in Koblenz. Erst mit dessen Auflösung 1919 endete dieser Zusammenhang. Auch kam der Regierungsbezirk Kleve 1821 zum Bistum Münster (bis heute).

## Kreise
Laut Bekanntmachung vom 23. April 1816 wurde der Regierungsbezirk Cleve in sechs Kreise aufgeteilt:
- Dinslaken
- Geldern
- Kempen
- Kleve
- Rees
- Rheinberg

## Trivia
Das Gebiet des Regierungsbezirk Kleve gehört bis zum heutigen Tag zum katholischen Bistum Münster, das diese Gebiete erst 1821 zugeordnet bekam. Somit sind dessen niederrheinische Gebiete bis heute ein Relikt des Regierungsbezirks Kleve.